# Pedro de Ataíde (corsário)
Pedro ou Pero de Ataíde (c. 1440 – Oceano Atlântico, Cabo de São Vicente, agosto de 1476) foi um fidalgo e corsário português do século XV.

## Biografia
Entre os muitos corsários portugueses do século XV, destaca-se D. Pedro ou Pêro de Ataíde, fidalgo da Casa Real. Era um verdadeiro terror dos mares. Era conhecido por "O Corsário" ou "O Inferno".
Está por fazer a sua história. D. Pero de Ataíde nasceu provavelmente ainda na primeira metade do século XV, talvez num ramo bastardo ou, pelo menos, segundogênito da poderosa família dos Ataídes, à qual pertenceu D. Álvaro Gonçalves de Ataíde, 1.º Conde de Atouguia.
Uma forte possibilidade é ele ser o Pedro de Ataíde, conhecido como "o armador" ou "o corsário", como é chamado no Nobiliário de D. António de Lima, e referido por Anselmo Braamcamp Freire no Livro Terceiro dos Brasões da Sala de Sintra.
Pedro de Ataíde renunciou ao morgado de Gaião, em Santarém, a favor de sua irmã, D. Catarina de Ataíde (c. 1445 - c. 1493), em 18 de abril de 1468. Esta D. Catarina de Ataíde foi mulher do 2.º Visconde de Vila Nova da Cerveira, D. João de Lima (c. 1430 - 1508), e viu o senhorio do morgado de Gaião ser-lhe confirmado por D. João II, em 13 de junho de 1482; do seu casamento com D. João de Lima houve geração, quatro filhos, sendo o primogênito e sucessor no titulo, D. Francisco de Lima (c. 1470 - 24.12.1550), quem viria a herdar o morgado de Gaião, que assim passou dos Ataídes para os Limas, viscondes de Vila Nova da Cerveira desde 1476 e, depois de 1790, também marqueses de Ponte de Lima.
(Curiosamente, cerca de século e meio mais tarde, o senhorio de Castro Daire faria uma trajetória familiar inversa, passando dos Limas para os Ataídes, pelo casamento de D. Ana de Lima, com seu primo D. António de Ataíde, que assim veio a ser o 1º conde de Castro Daire, no ano de 1625).
Pedro de Ataíde seria, assim, muito provavelmente, filho primogênito de Gonçalo de Ataíde (primo em segundo grau do 1.º conde de Atouguia), senhor do morgado de Gaião e partidário do Infante D. Pedro, motivo pelo qual chegou a ter seus bens confiscados, com Isabel de Brito, da casa dos morgados de Santo Estevão, em Beja; e neto paterno de Nuno Gonçalves de Ataíde (c. 1390 - 1437), senhor de Gaião e governador da Casa do infante D. Fernando, e de sua mulher, Mécia de Meira, da casa dos senhores de Viana, da Nóbrega, e de Ribeira de Soaz.
Dado que sua irmã mais nova casou em 1472, com geração, tudo indica que Pedro de Ataíde tenha nascido no início, ou o mais tardar em meados, da década de 1440.  
Sabe-se que, por volta de 1470, Pero de Ataíde andava a atacar navios bretões e de Saint-Malo, mas também as costas da Andaluzia. Em 1471/72 comandou uma armada à Guiné. Mais tarde, seria Capitão de Armada da nau Lopiana e de outros navios, ao serviço do rei D. Afonso V de Portugal, em julho de 1476; no mês seguinte, esta frota, andando em serviço de patrulha da costa portuguesa, ao largo do Cabo de São Vicente, apresou quatro carracas, navios de Génova e da Flandres. 
Quando estava em curso esta batalha, a explosão de um barril de pólvora, a bordo de uma das fragatas, incendiou os navios que estavam encadeados, morrendo assim uma parte dos tripulantes, incluindo o Capitão D. Pedro ou Pero de Ataíde.

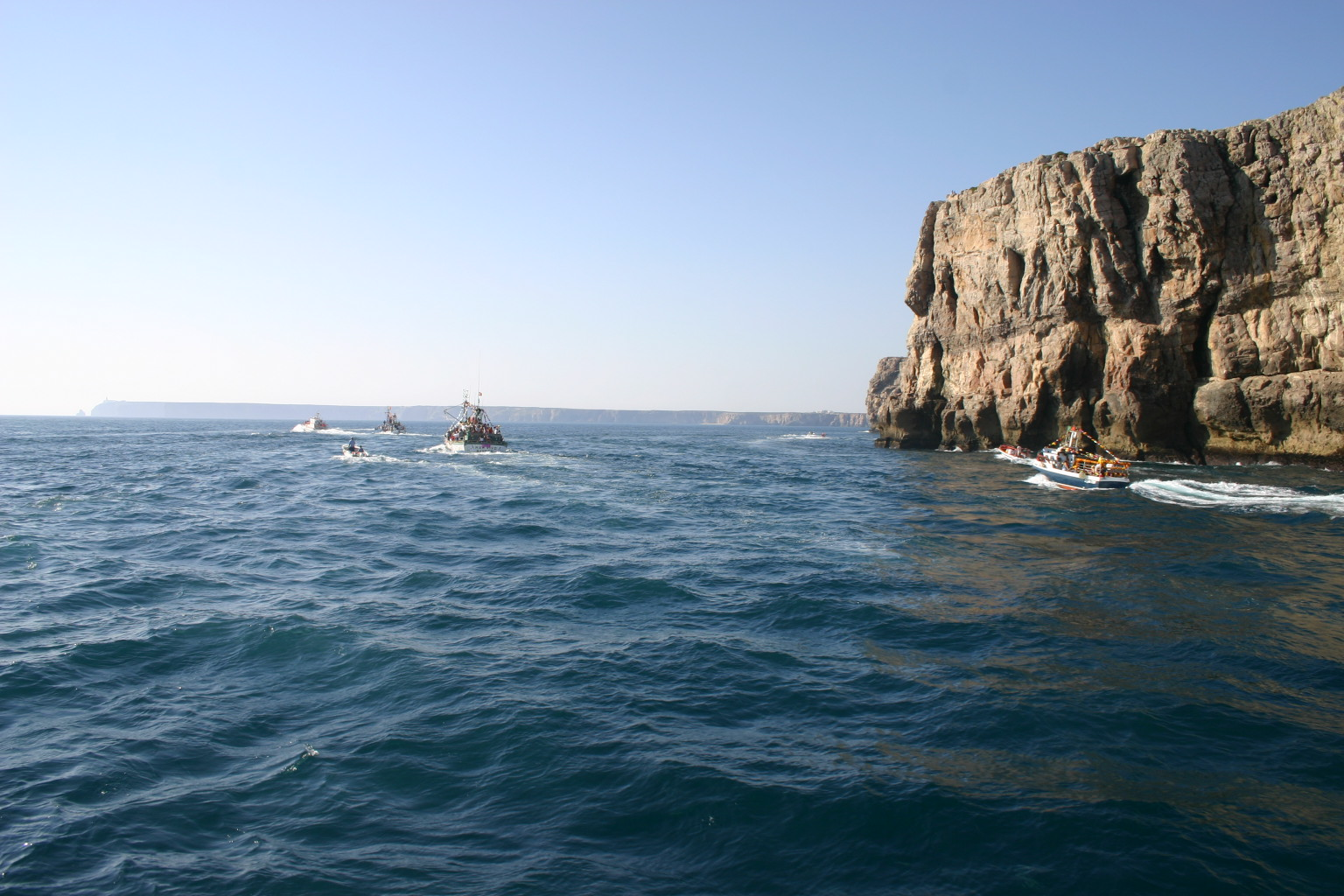
O Cabo de São Vicente, ao largo do qual Pedro de Ataíde faleceu em combate naval, em 1476

## Ascendência[4]
|  |                                                                                  |  |  |  |  |  |  |  |  |  |  |  |  |
|  | 8. Gonçalo Viegas de Ataíde, senhor do Couto de Moura (1327 - depois de 1393)    |  |  |  |  |  |  |  |  |  |  |  |  |
|  |                                                                                  |  |  |  |  |  |  |  |  |  |  |  |  |
|  |                                                                                  |  |  |  |  |  |  |  |  |  |  |  |  |
|  | 4. Nuno Gonçalves de Ataíde, senhor de Gaião                                     |  |  |  |  |  |  |  |  |  |  |  |  |
|  |                                                                                  |  |  |  |  |  |  |  |  |  |  |  |  |
|  |                                                                                  |  |  |  |  |  |  |  |  |  |  |  |  |
|  | 9. Beatriz Nunes de Góis (1355 - depois de 1393)                                 |  |  |  |  |  |  |  |  |  |  |  |  |
|  |                                                                                  |  |  |  |  |  |  |  |  |  |  |  |  |
|  |                                                                                  |  |  |  |  |  |  |  |  |  |  |  |  |
|  | 2. Gonçalo de Ataíde, senhor do morgado de Gaião                                 |  |  |  |  |  |  |  |  |  |  |  |  |
|  |                                                                                  |  |  |  |  |  |  |  |  |  |  |  |  |
|  |                                                                                  |  |  |  |  |  |  |  |  |  |  |  |  |
|  | 10. Fernão Gonçalves de Meira, senhor de Viana, da Nóbrega, e de Ribeira de Soaz |  |  |  |  |  |  |  |  |  |  |  |  |
|  |                                                                                  |  |  |  |  |  |  |  |  |  |  |  |  |
|  |                                                                                  |  |  |  |  |  |  |  |  |  |  |  |  |
|  | 5. Mécia de Meira                                                                |  |  |  |  |  |  |  |  |  |  |  |  |
|  |                                                                                  |  |  |  |  |  |  |  |  |  |  |  |  |
|  |                                                                                  |  |  |  |  |  |  |  |  |  |  |  |  |
|  | 11. Teresa Rodrigues, irmã do arcebispo D. Lourenço Vicente                      |  |  |  |  |  |  |  |  |  |  |  |  |
|  |                                                                                  |  |  |  |  |  |  |  |  |  |  |  |  |
|  |                                                                                  |  |  |  |  |  |  |  |  |  |  |  |  |
|  | 1. Pedro de Ataíde                                                               |  |  |  |  |  |  |  |  |  |  |  |  |
|  |                                                                                  |  |  |  |  |  |  |  |  |  |  |  |  |
|  |                                                                                  |  |  |  |  |  |  |  |  |  |  |  |  |
|  | 12. João Afonso de Brito, o Velho, senhor do morgado de Santo Estevão            |  |  |  |  |  |  |  |  |  |  |  |  |
|  |                                                                                  |  |  |  |  |  |  |  |  |  |  |  |  |
|  |                                                                                  |  |  |  |  |  |  |  |  |  |  |  |  |
|  | 6. João Afonso de Brito, senhor do morgado de Santo Estevão                      |  |  |  |  |  |  |  |  |  |  |  |  |
|  |                                                                                  |  |  |  |  |  |  |  |  |  |  |  |  |
|  |                                                                                  |  |  |  |  |  |  |  |  |  |  |  |  |
|  | 13. Maria Gonçalves de Azambuja                                                  |  |  |  |  |  |  |  |  |  |  |  |  |
|  |                                                                                  |  |  |  |  |  |  |  |  |  |  |  |  |
|  |                                                                                  |  |  |  |  |  |  |  |  |  |  |  |  |
|  | 3. Isabel de Brito                                                               |  |  |  |  |  |  |  |  |  |  |  |  |
|  |                                                                                  |  |  |  |  |  |  |  |  |  |  |  |  |
|  |                                                                                  |  |  |  |  |  |  |  |  |  |  |  |  |
|  | 14. Afonso Anes Nogueira, alcaide-mor de Lisboa                                  |  |  |  |  |  |  |  |  |  |  |  |  |
|  |                                                                                  |  |  |  |  |  |  |  |  |  |  |  |  |
|  |                                                                                  |  |  |  |  |  |  |  |  |  |  |  |  |
|  | 7. Violante Nogueira                                                             |  |  |  |  |  |  |  |  |  |  |  |  |
|  |                                                                                  |  |  |  |  |  |  |  |  |  |  |  |  |
|  |                                                                                  |  |  |  |  |  |  |  |  |  |  |  |  |
|  | 15. Joana Vaz de Almada                                                          |  |  |  |  |  |  |  |  |  |  |  |  |
|  |                                                                                  |  |  |  |  |  |  |  |  |  |  |  |  |
|  |                                                                                  |  |  |  |  |  |  |  |  |  |  |  |  |